# Légi fotó

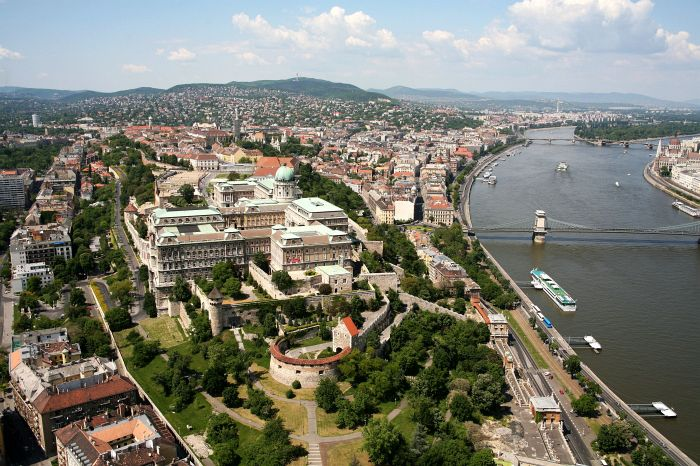
Légi fotó a Budai várról, fotós: Somogyi-Tóth Dániel

A légi fotózás a föld levegőből történő fényképezését jelenti. A kifejezést elsősorban abban az esetben használjuk, amikor a kamerát nem egy, a földön elhelyezkedő szerkezet (pl. daru) tartja. A fényképezőgép lehet kézben vagy állványon. A gépet elsütheti a fotós, lehet távirányított vagy automatikus is.
Légi fotó vagy légi felvétel készülhet merev szárnyú repülőgépről, helikopterről, hőlégballonról, léggömbről, léghajóról, rakétáról, sárkányrepülőről, drónról, papírsárkányról, ejtőernyőről vagy siklóernyőről.
Azok a légi fotók, amelyek olyan módszerrel és technikával készülnek, melynek eredményeképpen az elkészült légi fényképből térkép készíthető, speciális légi fotóknak tekinthetők, elnevezésük ortofotó.

## Története

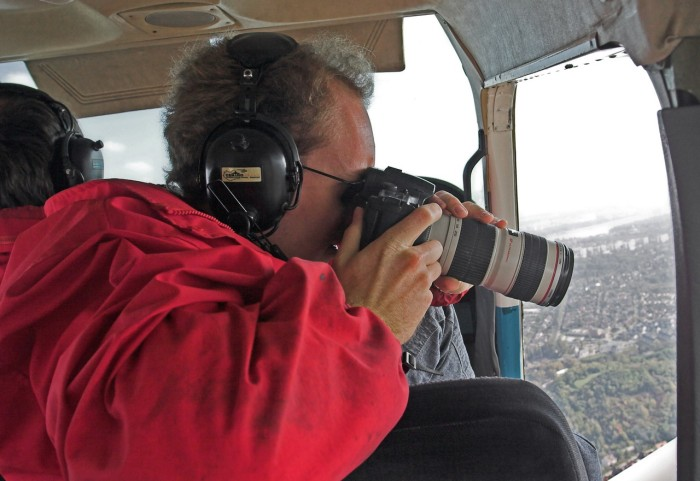
Légi fotós munkában

A légi fotózást elsőként egy francia fényképész-ballonos, a „Nadar” néven ismert Gaspard-Félix Tournachon gyakorolta Párizsban, 1858-ban.
Mozgóképet készítő kamerát először Róma fölött, 1909. április 24-én vittek levegőnél nehezebb repülőgéppel a magasba, a Wilbur Wright und seine Flugmaschine című 3 perc 28 mp-es némafilm forgatása során.
Az első, erre a célra kifejlesztett félautomata kamerát egy orosz hadmérnök, Potte V. F. ezredes tervezte, 1911-ben. A kamerát az első világháború során használták.
A légi fotók felhasználási területét az első világháború során több repülős is tovább bővítette, például Fred Zinn.

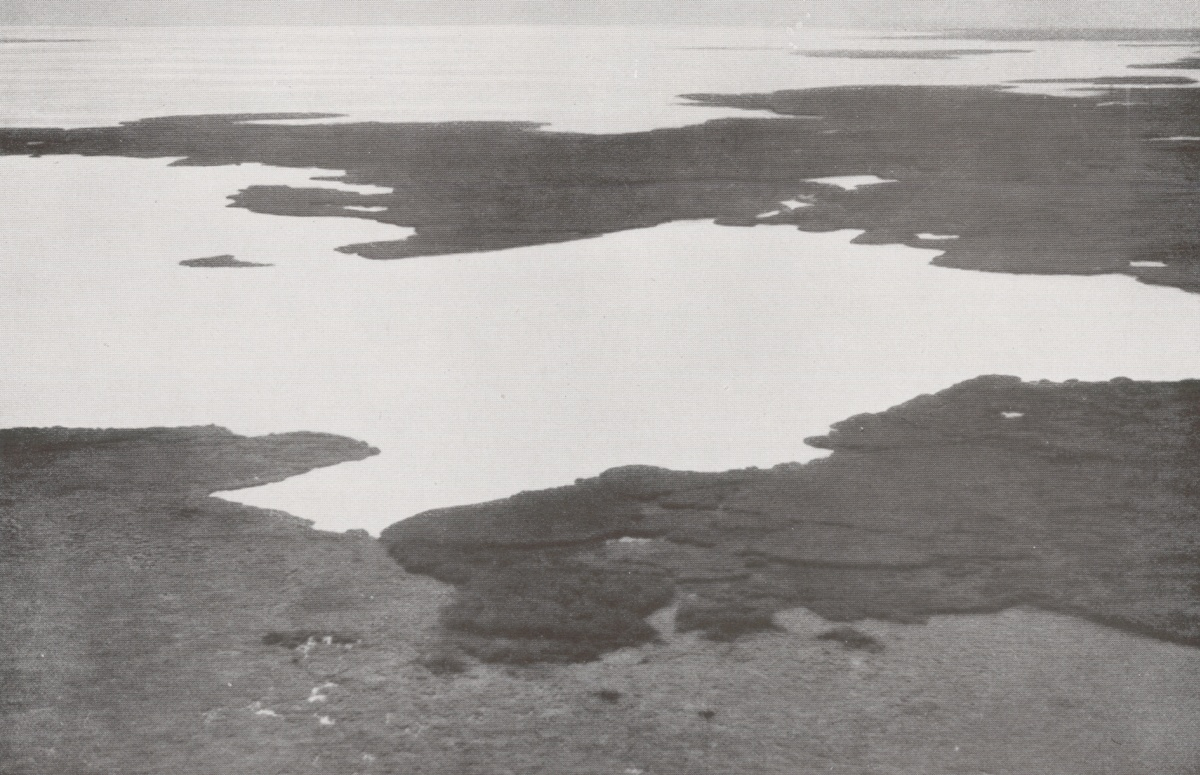
Csád-tó, 1930 (Walter Mittelholzer)

## Hasznosítás
A légi fotózás felhasználási területébe tartozik a térképészet (ezen belül elsősorban fotogrammetria, topográfia), régészet, filmforgatás, környezet kutatás, terület felmérés, valamint ide tartozik még a kereskedelmi reklámozás és természetesen a művészi tevékenység is.
Légi fotó készülhet távirányítású modell repülőgépről vagy helikopterről is. Ennek előnyei a kis magasságról való fényképezés valamint ezekkel olyan pontok is megközelíthetőek, amelyek hagyományos úton nem elérhetőek, hiszen veszélyesebb körülmények között is üzemeltethetők. Ugyanakkor a modell nem helyettesítheti a repülőgépet, amely nagyobb távolság megtételére alkalmas, magasabbra képes emelkedni, és nagy teherbírása miatt komolyabb felszerelés szállítható rajta, amit ráadásul maga a fotós kezel. Így sokkal jobb minőségű és művészi értékű felvételek készülhetnek.

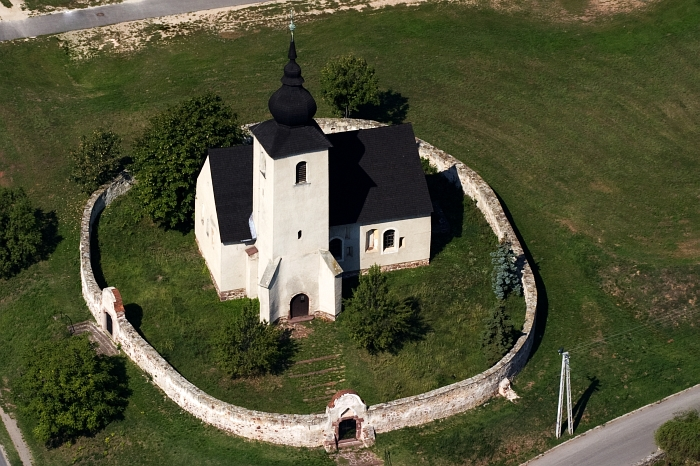
Balatonalmádi légi fotója, Somogyi-Tóth Dániel

## Ortofotók
Minden olyan fényképet, amely mentes a perspektív és domborzati, valamint fényképezőgép-objektív okozta torzulásoktól, ortofotónak nevezünk.
Ellentétben a „madár szemszögével”, a legtöbb ortofotó-készítéshez használt légi fénykép kameratengelye függőleges. (Ortofotó természetesen készíthető oldalra lefelé tekintő mérőkamerával is, de a légköri hatások ilyenkor erősebben rontják a képminőséget, a helyreállítandó perspektív torzulás mértéke nagyobb.) A perspektíva s egyéb optikai és domborzati hatások által létrejött torzulások korrigálásával ezek a felvételek kiválóan alkalmasak térképészeti célokra, sőt gyakran magukat a fényképeket alakítják térképpé.
Magyarországon a térképezési célú légifényképezési tevékenység a földmérési és térképészeti tevékenységről szóló törvény alapján engedélyköteles tevékenység. A részletszabályokat a légi távérzékelés engedélyezésének és a távérzékelési adatok használatának rendjéről szóló Korm. rendelet szabályozza. A légi távérzékelési tevékenységi engedélykérelmet a Honvédelmi Minisztérium Hatósági Főosztályánál kell kezdeményezni. A kérelem elbírálásának ügyintézési határideje nyolc nap.
Például a népszerű Google Föld (Google Earth) és Google Térkép (Google Maps) is ortofotók segítségével készül, alapfelvételeinek egy része műholdas, más részük repülőgépes.

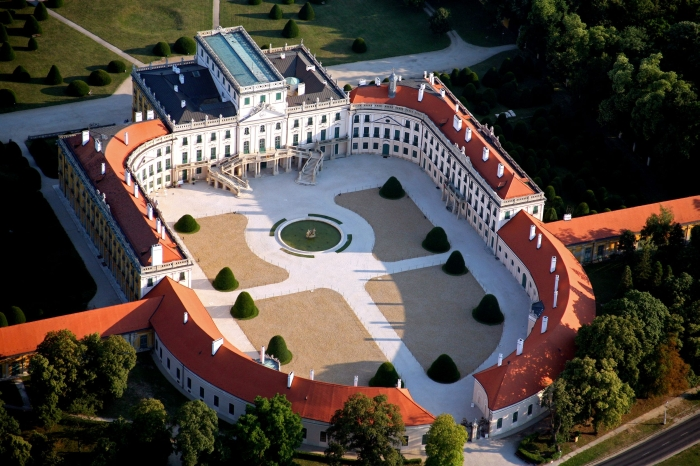
A fertődi Esterházy-kastély madártávlatból, Somogyi-Tóth Dániel

## Kiemelkedő légi fotográfusok

### Külföldi légi fotográfusok
- Roger Agache (* 1926)
- Otto Braasch (* 1936)
- Boris Carmi (1914–2002)
- O. G. S. Crawford (1886–1957)
- Antoine de Saint-Exupéry (1900–1944)
- Georg Gerster (* 1928)
- Roger Henrard (1900–1975)
- Gerhard Launer (* 1949)
- Walter Mittelholzer (1894–1937)
- Gaspard-Félix Tournachon - „Nadar” (1820–1910)
- Irwin Scollar (* 1928)
- Eduard Spelterini (1852–1931)
- Yann Arthus-Bertrand (* 1946)
- Jim Wark

### Hazai légi fotográfusok

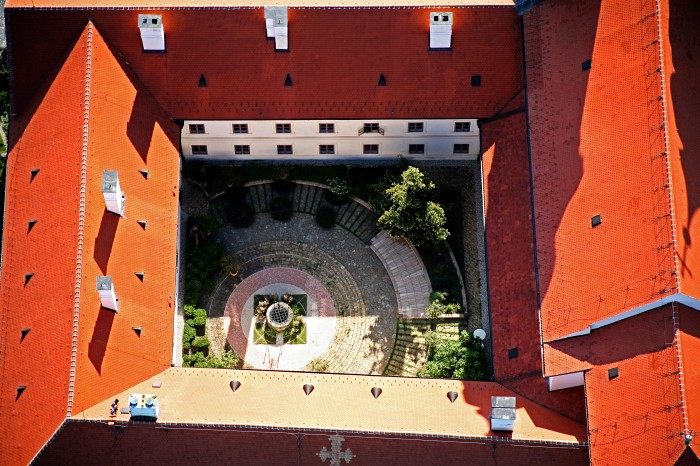
Légi fotó a Tihanyi Apátságról, Somogyi-Tóth Dániel munkája

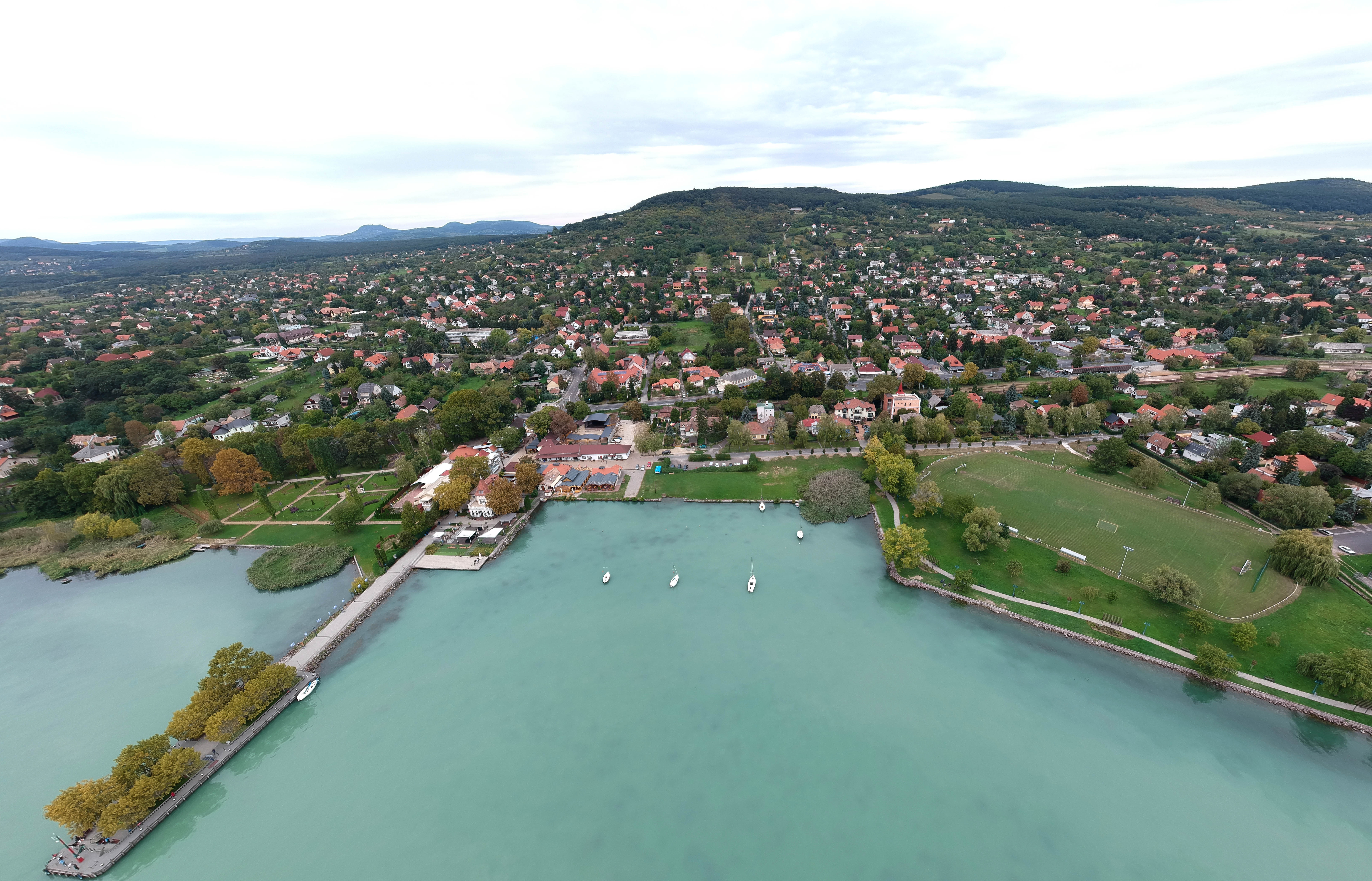
Drónfelvétel Révfülöp kikötőjéről

- Bakó Gábor
- Buday Lajos
- Füzesséry István
- Gálffy Béla
- Gersi István
- Almásy László (1895–1951)
- H. Szabó Sándor
- Hámori Gábor
- Járay Rudolf
- Keksz Edgár
- László János
- Licskó Béla
- Nagy Gábor
- Neogrády Sándor  (1894–1966)
- Somogyi-Tóth Dániel
- Sziklai Gábor
- Sztraka Ferenc
- dr. Toperczer István
- Tóth Béla
- Veres Viktor
- Vizy Zsigmond

## Nemzetközi légi fotós szervezetek, ügynökségek
- Professional Aerial Photographers Association (PAPA)
- ALTITUDE-Photo Agency, Paris (alapította: Yann Arthus-Bertrand)
- Aerial Cartographic & Remote Sensing Association

## Fordítás
- Ez a szócikk részben vagy egészben  az   Aerial_photography című angol Wikipédia-szócikk fordításán alapul.  Az eredeti cikk szerkesztőit annak laptörténete sorolja fel. Ez a jelzés csupán a megfogalmazás eredetét és a szerzői jogokat jelzi, nem szolgál a cikkben szereplő információk forrásmegjelöléseként.